# امید نظری
امید نظری (زاده ۹ اردیبهشت ۱۳۷۰ - مالمو) بازیکن فوتبال ایرانی/سوئدی/فیلیپینی است که پدری ایرانی و مادری فیلیپینی دارد.
پست اصلی نظری هافبک و دروازبان است. او بازی خود را از مالمو آغاز کرد و در سال ۲۰۱۱، چهار بازی برای این تیم انجام داد و سپس به باشگاه آنخلهولمز که در دسته دوم سوئد حضور دارد قرض داده شد. نظری در این تیم ۷ بازی انجام داد و یک گل نیز به ثمر رساند و نظر سران این تیم را به خود جلب کرد. در پایان فصل روسای باشگاه خواستار دائمی کردن قرارداد او شدند و به شکل دائم او را از مالمو به آنخلهولمز منتقل کردند.
امید نظری به دلیل داشتن ۳ پاسپورت، می‌توانست برای یکی از ۳ تیم ملی ایران، سوئد و فیلیپین به میدان برود.
او برای اولین بار در روز سه‌شنبه ۱۶ آبان ۱۳۹۱ برای تیم ملی ایران در مقابل تاجیکستان به میدان رفت. او در این بازی ۹۰ دقیقه بازی کرد. او موفق شد اولین گل ملی خود را در بازی با ۵ گل به  یمن از سری مسابقات غرب آسیا به ثمر رساند.